# Joice de Souza Rodrigues
Joice Cristina de Souza Rodrigues, detta Joice (Bauru, 6 settembre 1986), è una cestista brasiliana.

## Carriera
Con il Brasile ha disputato i Giochi della XXX Olimpiade.